# Рохелия
Рохелия (лат. Rochelia) — род травянистых растений семейства Бурачниковые (Boraginaceae), распространённый в Средиземноморье, Западной и Центральной Азии.
Род назван в честь австрийского и венгерского ботаника Антона Рохеля.

## Ботаническое описание
Жёстковолосистые однолетние травянистые растения. Стебли простые или разветвлённые, тонкие. Листья очерёдные, цельные, с 1 жилкой, сидячие.
Цветки мелкие, правильные, на коротких цветоножках, собраны в верхушечные рыхлые завитки. Чашечка до основания 5-раздельная; доли от линейных до ланцетных, сначала короткие и прямые, при плодах удлинённые и серповидно загнутые вовнутрь. Венчик воронковидный, светло-голубой; трубка короткоцилиндрическая, прямая или слегка изогнутая; зев с 5 небольшими чешуйками; отгиб маленький, голубой, 5-раздельный. Тычинки спрятаны в нижней части трубки венчика; нити короткие; пыльники продолговатые. Завязь с выпяченными гнёздами; семязачатков 2. Столбик цельный, спрятан в трубке венчика; рыльце головчатое. Гинобазис шиловидный. Орешков (1) 2, односемянные, бугорчатые.

## Виды
Род включает 22 вида:
- Rochelia bungei Trautv.
- Rochelia campanulata Popov & Zakirov
- Rochelia cancellata Boiss. & Balansa
- Rochelia cardiosepala Bunge
- Rochelia chitralensis Y.J.Nasir
- Rochelia claviculata Popov & Zakirov
- Rochelia disperma (L.f.) K.Koch
- Rochelia drobovii (Popov) Khoshsokhan & Kaz.Osaloo
- Rochelia jackabaghii (Lipsky) Pavlov
- Rochelia laxa I.M.Johnst.
- Rochelia leiocarpa Ledeb.
- Rochelia leiosperma (Popov) Golosk.
- Rochelia mirheydari Riedl & Esfand.
- Rochelia pamirica Dengub.
- Rochelia peduncularis Boiss.
- Rochelia persica Bunge ex Boiss.
- Rochelia pygmaea Rech.f. & Riedl
- Rochelia rectipes Stocks
- Rochelia retorta (Pall.) Lipsky — Рохелия загнутая
- Rochelia retrosepala Khat.
- Rochelia sessiliflora (Boiss.) Khoshsokhan & Kaz.Osaloo
- Rochelia stylaris Boiss.